# Das Heldenmädchen von Trenton
Das Heldenmädchen von Trenton ist ein US-amerikanisches Filmdrama aus dem Jahr 1924 von E. Mason Hopper mit Marion Davies in der Hauptrolle. Der Stummfilm wurde von Cosmopolitan Productions produziert und basiert auf dem Roman Janice Meredith, a Story of the American Revolution von Paul Leicester Ford. Den Verleih übernahm Metro-Goldwyn-Mayer.

## Handlung
Aus Liebeskummer will der britische Lord Brereton in die nordamerikanischen Kolonien auswandern. Er nimmt den Namen Charles Fownes an und verschafft sich eine Schiffspassage, die er als Diener finanziert. In New Jersey kommt er bei dem Großgrundbesitzer Squire Meredith unter, in dessen Tochter Janice er sich verliebt. Janice soll jedoch bei ihrer Tante in Boston leben.
In Boston erfährt Janice, dass britische Truppen auf dem Weg nach Lexington sind. Sie alarmiert die Widerstandskämpfer. Paul Revere eilt mit seinen Kämpfern dorthin, es kommt zu den ersten bewaffneten Kämpfen im Amerikanischen Unabhängigkeitskrieg. Charles seinerseits enthüllt seine Identität und tritt in die Dienste George Washingtons. Als er in britische Gefangenschaft gerät, verhilft ihm Janice zur Flucht. Sie hilft ihm, britische Stellungen vor Trenton aufzuklären.
Janice kehrt nach New Jersey zurück und willigt in die Heirat mit Philemon Hennion ein, einem Aristokraten, den ihr Vater ausgesucht hat. Die Hochzeit wird von Charles unterbrochen, der mit seinen Truppen das Land der Merediths konfisziert. Janice flieht nach Philadelphia, gefolgt von Charles, der erneut in Gefangenschaft gerät. Er wird freigelassen, als der britische Kommandeur Lord Howe in Charles seinen alten Freund Lord Brereton erkennt.
Janice und ihr Vater ziehen sich nach Yorktown zurück, das von britischen Truppen gehalten wird. Es kommt zur Schlacht von Yorktown. Während der Kämpfe fesselt Lord Clowes Janice und bringt sie zu seiner Kutsche. Charles kann Janice befreien, die amerikanischen Truppen nehmen Yorktown ein.
Als der Krieg endlich beendet ist, heiraten Charles und Janice auf dem Landsitz Mount Vernon der Washingtons. Der Präsident wohnt der Hochzeit bei.

## Hintergrund
Gedreht wurde der Film in Plattsburgh und Lake Placid sowie in den Hearst-Studios in New York.
Der Film wurde durch die Film Foundation von Martin Scorsese mit Unterstützung der University of California, Los Angeles restauriert.
Joseph Urban und Everett Shinn oblag die künstlerische Leitung. Zur Kamera-Crew gehörte Harry J. Wild. 
W. C. Fields und Ken Maynard gaben ihre Spielfilmdebüts.

## Veröffentlichung
Die Premiere des Films fand am 5. August 1924 in New York statt. Im Deutschen Reich kam er am 10. Juli 1926 in die Kinos.

## Kritiken
Robert E. Sherwood lobte den Film im Magazin Life als durchdacht, spektakulär und schön anzusehen. Er wies jedoch darauf hin, dass er bedauerlicherweise mangelhaft in der Kontinuität sei. Während er Marion Davies als sehr gut und Harrison Ford exzellent fand, empfand er die Darstellung von George Washington als albern und ärgerte sich über das unvorteilhafte Porträt des Präsidenten.

## Auszeichnungen
1924 wurde der Film als bester Film des Monats Oktober mit dem Photoplay Award ausgezeichnet.